# Itsuki Someno
Itsuki Someno (染野 唯月?, Someno Itsuki; Ibaraki, 21 settembre 2001) è un calciatore giapponese, attaccante del Tokyo Verdy e della nazionale Under-23 giapponese.

## Biografia
Nato nella prefettura di Ibaraki, dal momento che non ha conseguito la promozione nell'Under-18 del club giovanile di cui era membro, si trasferisce nella prefettura di Fukushima iscrivendosi nel liceo Shoshi, la squadra di calcio dell'istituto di cui Someno entra a far parte, è tra le più rinomate del Giappone. Già nel secondo anno si mette in mostra con suo talento, infatti Someno nell'edizione 2018 della "All Japan High School Soccer Tournament" segna cinque reti diventando il miglior marcatore del torneo non superando però la semifinale. Nell'edizione successiva, nel suo terzo anno di liceo, non prende parte al torneo per via di un infortunio. Viene selezionato per partecipare alla selezione scolastica del Düsseldorf Champions Trophy nel 2019 vincendolo, Someno segna un gol nella finale battendo l'Under-19 del Borussia Mönchengladbach per 2-1.

## Carriera

### Club

#### Kashima Antlers e Tokyo Verdy
Debutta nel professionismo con il Kashima Antlers il 4 luglio 2020 nel campionato di prima divisione giapponese nella sconfitta per 2-1 contro il Kawasaki Frontale entrando in campo nel secondo tempo, sostituendo Ryūji Izumi. La sua prima rete la segna nella Coppa J. League battendo per 2-3 lo Shimizu S-Pulse, invece la sua seconda rete riesce a segnarla nell'edizione successiva del torneo, quella del 2021 con il gol del 3-0 battendo il Sagan Tosu. Nella seconda metà dell'anno 2022 viene ceduto in prestito al Tokyo Verdy nella J2 League (seconda divisione) Someno decide le vittoria su 1-0 con le sue reti battendo sia l'Albirex Niigata che il V-Varen Nagasaki, inoltre riesce a segnare un gol sia contro il Vegalta Sendai che contro il Iwate Grulla Morioka vincendo entrambi i match per 2-0. Nel 2023 torna a giocare nel Kashima Antlers, dove segna solo due gol, nella Coppa dell'Imperatore con la rete del 3-0 battendo l'Honda FC e nella Coppa J. League con il gol del 2-0 sconfiggendo l'Albirex Niigata, ma viene ceduto nuovamente in prestito al Tokyo Verdy, che viene promosso nella J1 League anche grazie a Someno, che infatti nell'ultima partita contro lo Shimizu S-Pulse dove anche solo un pareggio è sufficiente per la promozione, in svantanggio proprio il rigore segnato da Someno permette al Tokyo Verdy di pareggiare per 1-1 e di avanzare nella prima divisione.
Nella J1 League segna un rigore battendo per 3-2 il Júbilo Iwata, mette inoltre a segno una doppietta pareggiando per 2-2 contro il Kyoto Sanga e vincendo per 5-3 contro il Consadole Sapporo. Durante il derby di Tokyo il difensore Masato Morishige della squadra avversaria, l'FC Tokyo, abbandona il campo nel secondo tempo dopo aver perso conoscenza quando Someno lo colpisce in pieno volto con una pallonata.

### Nazionale
Nel 2018 viene convocato per giocare con la nazionale del Giappone Under 17 per una sessione di partite amichevoli nella prefettura di Niigata, riesce anche a segnare un gol battendo per 2-1 il Messico.

## Statistiche

### Presenze e reti nei club
Statistiche aggiornate al 2 dicembre 2023.
| Stagione               | Club                   | Campionato             | Campionato | Campionato | Coppe nazionali | Coppe nazionali | Coppe nazionali | Coppe continentali | Coppe continentali | Coppe continentali | Supercoppe | Supercoppe | Supercoppe | Totale | Totale |
| Stagione               | Club                   | Comp                   | Pres       | Reti       | Comp            | Pres            | Reti            | Comp               | Pres               | Reti               | Comp       | Pres       | Reti       | Pres   | Reti   |
| ---------------------- | ---------------------- | ---------------------- | ---------- | ---------- | --------------- | --------------- | --------------- | ------------------ | ------------------ | ------------------ | ---------- | ---------- | ---------- | ------ | ------ |
| 2020                   | Kashima Antlers        | J1                     | 12         | 0          | CdL             | 1               | 1               | ACL                | 0                  | 0                  | -          | -          | -          | 13     | 1      |
| 2021                   | Kashima Antlers        | J1                     | 9          | 0          | CdL+CI          | 5+0             | 1+0             | -                  | -                  | -                  | -          | -          | -          | 14     | 1      |
| gen.-lug. 2022         | Kashima Antlers        | J1                     | 12         | 1          | CdL+CI          | 8+1             | 2+1             | -                  | -                  | -                  | -          | -          | -          | 21     | 4      |
| lug.-dic. 2022         | Tokyo Verdy            | J2                     | 16         | 4          | CI              | 0               | 0               | -                  | -                  | -                  | -          | -          | -          | 16     | 4      |
| gen.-giu. 2023         | Kashima Antlers        | J1                     | 5          | 0          | CdL+CI          | 3+1             | 1+1             | -                  | -                  | -                  | -          | -          | -          | 9      | 2      |
| Totale Kashima Antlers | Totale Kashima Antlers | Totale Kashima Antlers | 38         | 1          |                 | 19              | 7               |                    | 0                  | 0                  |            | -          | -          | 57     | 8      |
| lug.-dic. 2023         | Tokyo Verdy            | J2                     | 18+2       | 6+1        | CI              | 0               | 0               | -                  | -                  | -                  | -          | -          | -          | 20     | 7      |
| Totale Tokyo Verdy     | Totale Tokyo Verdy     | Totale Tokyo Verdy     | 36         | 11         |                 | 0               | 0               |                    | -                  | -                  |            | -          | -          | 36     | 11     |
| Totale carriera        | Totale carriera        | Totale carriera        | 74         | 12         |                 | 19              | 7               |                    | 0                  | 0                  |            | -          | -          | 93     | 19     |

### Cronologia presenze e reti in nazionale
| Cronologia completa delle presenze e delle reti in nazionale ― Giappone under 23 | Cronologia completa delle presenze e delle reti in nazionale ― Giappone under 23 | Cronologia completa delle presenze e delle reti in nazionale ― Giappone under 23 | Cronologia completa delle presenze e delle reti in nazionale ― Giappone under 23 | Cronologia completa delle presenze e delle reti in nazionale ― Giappone under 23 | Cronologia completa delle presenze e delle reti in nazionale ― Giappone under 23 | Cronologia completa delle presenze e delle reti in nazionale ― Giappone under 23 | Cronologia completa delle presenze e delle reti in nazionale ― Giappone under 23 |
| Data                                                                             | Città                                                                            | In casa                                                                          | Risultato                                                                        | Ospiti                                                                           | Competizione                                                                     | Reti                                                                             | Note                                                                             |
| -------------------------------------------------------------------------------- | -------------------------------------------------------------------------------- | -------------------------------------------------------------------------------- | -------------------------------------------------------------------------------- | -------------------------------------------------------------------------------- | -------------------------------------------------------------------------------- | -------------------------------------------------------------------------------- | -------------------------------------------------------------------------------- |
| 22-11-2022                                                                       | Portimão                                                                         | Portogallo under 23                                                              | 1 – 2                                                                            | Giappone under 23                                                                | Amichevole                                                                       | -                                                                                | 88’                                                                              |
| 22-3-2024                                                                        | Kameoka                                                                          | Giappone under 23                                                                | 1 – 3                                                                            | Mali under 23                                                                    | Amichevole                                                                       | -                                                                                | 46’                                                                              |
| 25-3-2024                                                                        | Kitakyūshū                                                                       | Giappone under 23                                                                | 2 – 0                                                                            | Ucraina under 23                                                                 | Amichevole                                                                       | -                                                                                | 46’                                                                              |
| Totale                                                                           |                                                                                  | Presenze                                                                         | 3                                                                                |                                                                                  | Reti                                                                             | 0                                                                                |                                                                                  |